# Giacomo Rondinella
Giacomo Rondinella (Messina, 30 de agosto de 1923 - Fonte Nuova, 25 de febrero de 2015) fue un actor y cantante italiano.

## Biografía
Hijo de una pareja de actores y cantantes napolitanos, Rondinella comenzó su carrera como cantante después de la Segunda Guerra Mundial, después de intentos fallidos de seguir una carrera militar y una carrera como boxeador. Su primer reconocimiento fue al resultar ganador de "Nuevas Voces" organizada por Radio Napoli y, en poco tiempo, se convirtió en una de las estrellas de la Canción napolitana. Gran amigo de Totò y Eduardo De Filippo, Rondinella tuvo una prolífica carrera como actor, con algunos éxitos en los primeros años de la década de los 50. Su hermano pequeño Luciano también tuvo una carrera de actor y cantante.

## Filmografía selecta
- Natale al campo 119, de Pietro Francisci (1947)
- La città canora, de Mario Costa (1952)
- Napoli terra d'amore, de Camillo Mastrocinque (1953)
- Lettera napoletana, de Giorgio Pastina (1954)
- Cuando se pone el sol (Quando tramonta il sole), de Guido Brignone (1955)